# 許謙
許謙（334年—396年），字元遜，代人。代國及北魏初年官員。

## 生平
許謙有文才，擅長天文占卜之術，代王拓跋什翼犍在位時許謙舉家歸附代國，故得其擢用為代王郎中令，兼掌文辭記錄，又與燕鳳教授拓跋寔經書典籍。代國被前秦滅亡後，許謙被遷往長安，後隨秦行唐公苻洛出鎮和龍，但不久就以繼母年老而辭還。
魏道武帝建北魏時，許謙歸附，獲任命為右司馬，和張袞等人協助建國之初諸事。登國十年（395年）參合陂之戰時，面對後燕大軍來攻，許謙奉命出使後秦求援，後秦天王姚興派了將領楊佛嵩率軍支援，但佛嵩故意行進遲緩。道武帝於是又命許謙寫信給佛嵩，成功讓佛嵩加速前赴。道武帝聞訊十分高興，賜許謙關內侯，又讓許謙去和佛嵩共結誓盟。同年後燕軍大敗，佛嵩也退兵了。翌年（396年），後燕帝慕容垂親率大軍再攻北魏，道武帝再委許謙到後秦求援，但還未出發慕容垂就退兵了，未能成行。慕容垂不久去世，許謙上書勸時稱魏王的道武帝稱帝，而道武帝不久就對後燕發動進攻，先攻下燕并州地，任命許謙為陽曲護軍，賜爵平舒侯，安遠將軍。許謙也於這一年在任內去世，享年六十三歲。許謙獲追贈平東將軍、左光祿大夫、幽州刺史、高陽公，諡文。

## 家庭

### 子
- 許洛陽，官至鎮南將軍、明壘鎮將，封北地公。
- 許安國，中山太守
- 許安都，揚威將軍，廣寧滄水二郡太守，東光子。

### 孫
- 許寄生，許洛陽子
- 許白虎，許安都子

## 延伸阅读
[在维基数据编辑]
 《魏書/卷24》，出自魏收《魏书》
 《北史/卷021》，出自李延壽《北史》